# Ли Сан Ги
Ли Сан Ги (кор. 이상기?, 李相箕?, р.5 июня 1966) — южнокорейский фехтовальщик-шпажист, призёр чемпионатов мира, Олимпийских и Азиатских игр.

## Биография
Родился в 1966 году. В 1988 году принял участие в Олимпийских играх в Сеуле, где занял 7-е место в командном первенстве, и 19-е — в личном. В 1990 году завоевал бронзовую медаль Азиатских игр. В 1992 году принял участие в Олимпийских играх в Барселоне, где занял 10-е место в командном первенстве и 27-е — в личном. В 1994 году завоевал бронзовую медаль чемпионата мира. В 1996 году принял участие в Олимпийских играх в Атланте, где занял 10-е место в командном первенстве и 42-е — в личном. В 1998 году стал серебряным призёром Азиатских игр. В 2000 году завоевал бронзовую медаль Олимпийских игр в Сиднее в личном первенстве.